# Erna Hennicot-Schoepges

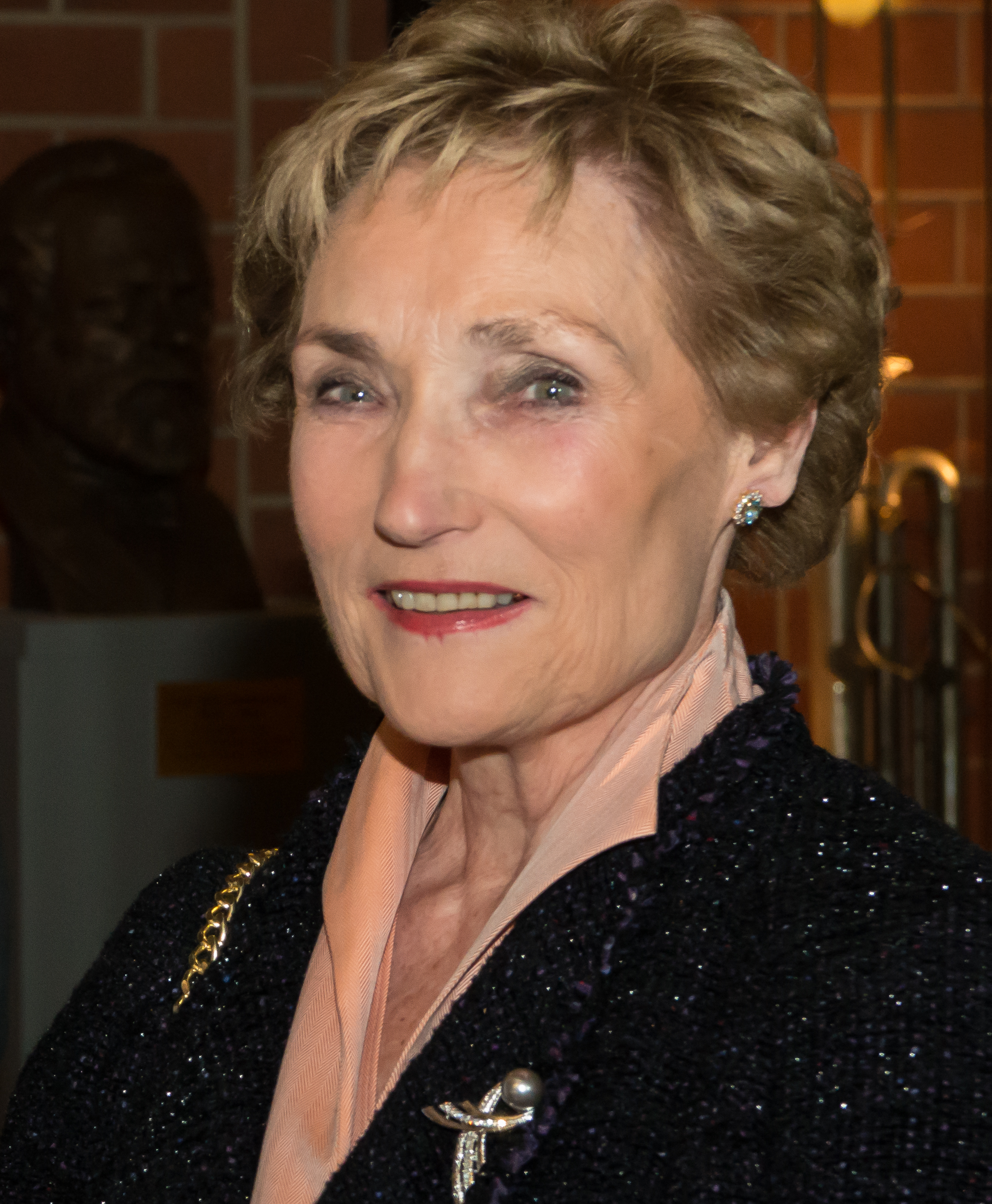
Erna Hennicot-Schoepges (2016)

Erna Hennicot-Schoepges (ur. 24 lipca 1941 w Dudelange) – luksemburska polityk, eurodeputowana, wieloletnia posłanka do Izby Deputowanych, była przewodnicząca Chrześcijańsko-Społecznej Partii Ludowej.

## Życiorys
Kształciła się w konserwatorium w Luksemburgu, studiowała w szkołach muzycznych w Paryżu i Salzburgu. Zawodowo związana z luksemburskim konserwatorium (Conservatoire vun der Stad Lëtzebuerg), doszła do stanowiska profesora w tej szkole. Grała na fortepianie w orkiestrze radia RTL Radio Lëtzebuerg, w którym także prowadziła własną audycję.
W połowie lat 70. została radną Walferdange, w okresie 1988–1995 była burmistrzem tej miejscowości. Od 1979 do 1995 zasiadała w Izbie Deputowanych, od 1989 pełniąc funkcję jej przewodniczącej. W 1995 zastąpiła Jean-Claude'a Junckera na stanowisku prezesa Chrześcijańsko-Społecznej Partii Ludowej, które zajmowała przez osiem lat (ustępując w 2003 na rzecz François Biltgena).
W okresie 1995–2004 wchodziła w skład rządów Jean-Claude'a Junckera jako minister edukacji narodowej i kształcenia zawodowego, minister kultury i minister spraw wyznaniowych (do 1999), następnie jako minister kultury, szkolnictwa wyższego i badań naukowych oraz minister robót publicznych. Przez cały ten okres odpowiadała także za sprawy Frankofonii.
W 2004 z ramienia chadeków została wybrana w skład Parlamentu Europejskiego. W 2009 zrezygnowała z ubiegania się o reelekcję.